# Nanosaurus
Nanosaurus is een geslacht van plantenetende ornithischische dinosauriërs dat tijdens het late Jura leefde in het gebied van het huidige Noord-Amerika.

## Naamgeving en vondst
In 1877 vond schoolopzichter Oramel Lucas in Garden Park, Colorado, verschillende fossielen van dinosauriërs. Een daarvan werd al in september 1877 door professor Othniel Charles Marsh beschreven als de typesoort Nanosaurus agilis. De geslachtsnaam is afgeleid van het Latijnse nanus, "dwerg", een verwijzing naar de geringe omvang. De soortaanduiding betekent "beweeglijk" in het Latijn.
Het holotype, YPM 1913, was gevonden in Lucas's Site ofwel Cope's Nipple, in de Morrisonformatie die dateert uit het Kimmeridgien-Tithonien, ongeveer 150 miljoen jaar oud. Het bestaat uit een dentarium van de onderkaak, een darmbeen, twee dijbeenderen, twee scheenbeenderen en een kuitbeen.
Marsh benoemde in 1877 nog twee soorten van Nanosaurus. Nanosaurus rex, waarvan de soortaanduiding "koning" betekent, is gebaseerd op YPM 1915, een dijbeen. Nanosaurus victor, "de overwinnaar", bleek Marsh zelf al in 1881 een krokodilachtige te zijn die hij hernoemde tot Hallopus.
In 1973 wees Peter Galton een tweede skelet, BYU ESM 163, toe aan Nanosaurus rex. In 1977 maakte hij een apart geslacht voor de soort, die nu een Othnielia rex werd. In 2007 echter concludeerde hij dat BYU ESM 163 toebehoorde aan een soort van Laosaurus, Laosaurus consors en hij schiep daarvoor weer een nieuw geslacht wat een Othnielosaurus consors opleverde. Het dijbeen YPM 1915 bleef achter als typespecimen van de nomina dubia Othnielia en Nanosaurus rex, waarbij de laatste volgens de regels de typesoort is van de eerste, ondanks de verschillende geslachtsnamen.
Galton wees in 2007 drie tanden, waaronder YPM 9524 en YPM 9523 toe aan Nanosaurus agilis.
In 2018 stelde Galton dat Othnielosaurus, Othnielia en Drinker alle jongere synoniemen waren van Nanosaurus agilis.

## Beschrijving
Nanosaurus agilis was een kleine tweevoetige planteneter van ongeveer een meter lengte. Veel auteurs meenden dat ook deze soort een nomen dubium was maar Galton stelde in 2007 twee unieke afgeleide eigenschappen, autapomorfieën, vast die bewezen dat het een geldig taxon betrof: de hoekige punt aan het achterblad van het darmbeen en het bezit van een slechts ondiepe groeve tussen de trochanter major en de trochanter minor, de twee gewrichtsknobbels op de dijbeenkop.
Nanosaurus wordt vaak in populair-wetenschappelijke boeken behandeld en afgebeeld maar wat daarin vermeld staat, heeft in feite betrekking op Othnielosaurus. Als Galton in 2018 gelijk had, zijn de illustraties toch correct.

## Fylogenie
Marsh wees Nanosaurus toe aan een eigen Nanosauridae maar dat werd geen gebruikelijke indeling. Tot welke groep de soort dan wel behoorde, bleef lange tijd problematisch. De Iguanodontidae, Camptonotidae, Camptosauridae, Kalodontidae, Hypsilophodontidae en Fabrosauridae zijn als mogelijke kandidaten gezien maar in 2007 stelde Galton dat het een basaal lid van de Euornithopoda betrof.